# Scopula elegans
Scopula elegans är en fjärilsart som beskrevs av Louis Beethoven Prout 1915. Scopula elegans ingår i släktet Scopula och familjen mätare. Inga underarter finns listade.